# Buenavista (San Martín Hidalgo)
Buenavista es una localidad del estado mexicano de Jalisco. Es parte del municipio de San Martín Hidalgo.

## Demografía
| Gráfica de evolución demográfica |
|                                  |

| Censo | Población |
| ----- | --------- |
| 1900  | 672       |
| 1910  | 1 306     |
| 1921  | 1 252     |
| 1930  | 1 042     |
| 1940  | 1 275     |
| 1950  | 1 475     |
| 1960  | 1 693     |
| 1970  | 1 995     |
| 1980  | 2 062     |
| 1990  | 2 232     |
| 2000  | 2 363     |
| 2010  | 2 163     |
| 2020  | 2 348     |